# 藤森商会 (帯広市)
株式会社藤森商会（ふじもりしょうかい）は、北海道帯広市に本社を置き、帯広市を中心に「カレーショップインデアン」などを展開している、外食産業の企業。

## 沿革
長野県出身の藤森熊作（1864年 - 1935年）が、1898年に当時の下帯広村へ到着し、1899年から養蚕、製材などの事業を興した。しかし、洪水被害で木材関係の事業を断念し、饅頭の製造販売に転じたのが、飲食業のきっかけとなった。1905年に鉄道（後の根室本線）が釧路から帯広まで達すると、藤森は駅構内での「待合所」と「駅売り」の営業を申請し、1906年に藤森待合所の営業を始めた。1924年に事業は2代目の藤森茂登恵に引き継がれ、その後1930年に待合所を藤森食堂と改め、急成長を遂げたが、1945年には北海道空襲などのためにいったん廃業となった。
第二次世界大戦後は、1946年に、帯広駅前で藤森食堂を再開した。1956年には有限会社藤森商会として法人化され、1961年には3代目の藤森照雄（1930年 - 2010年）が社長となった。照雄は新たな事業としてカレー専門店の開業を着想し、2年ほどの準備を経て、1968年に「インデアン」の最初の店舗を開店した。
1974年には、ファミリーレストラン「こんにちは」を開店し、一時期は3店舗を運営したが、1996年ころまでにいずれも閉店し、この事業からは撤退した。この間、1978年にはふじもり本店ビルが建てられ、1997年には有限会社から株式会社へ移行した。
2006年には、創業者の曽孫にあたる、4代目の藤森裕康（1961年 - ）が社長となった。

## カレーショップ インデアン
ほとんどの店舗の造りは、カウンター席が中心となっており、カレーの注文から提供まで時間をかけない。また、鍋を持参してルーだけを買って持ち帰ることができる。
1968年以降、「インデアン」は順調に店舗を増やし、それとともに、1988年には最初のセントラルキッチンを稼働させ、以降、1994年と2011年に、それぞれ新たなセントラルキッチンを設けている。
2005年時点で帯広周辺と釧路に9店を構え、合わせて年間およそ130万食を売り上げ、2010年時点では11店を構え、年間150万食を売り上げていた。
2023年には、長崎屋店（2024年1月閉店）を皮切りに冷凍カレーの販売を開始する。
2024年3月現在、帯広市、音更町、幕別町、芽室町、釧路市で、合わせて13店舗が営業している。
- 帯広市：西21条店（1989年開店）、みなみ野店（2000年）、西18条店（2002年）、まちなか店（2009年）、MEGAドン・キホーテ西帯広店（2009年）、東5条店（2016年）、エスタ帯広店（2024年）
- 音更町：音更店（1994年）、なつぞら店（2024年）
- 幕別町：札内店（1993年）
- 芽室町：芽室店（2007年）
- 釧路市：釧路愛国店（2004年）、釧路あさひ町店（2011年）